# Улица Академика Королёва (Одесса)
Улица Академика Королёва  — улица в Киевском районе города Одесса. Улица находится в южной части города, на посёлке «Таирова». Названа в честь выдающегося учёного Сергея Павловича Королёва.

## Расположение
Проходит от улицы Инглези до улицы Архитекторской.
Улица пересекается с проспектом Академика Глушко в связи с чем площадь, находящаяся на пересечении улиц была переименована в Академическую (с 1977 — Площадь Конституции, позже — площадь Георгия Димитрова, позже — Академическая, позже — площадь имени Б. Ф. Деревянко, в настоящее время — площадь Независимости).
Улица Академика Королёва пересекает улицы Левитана, проспекты Академика Глушко и Академика Вильямса. На улице Академика Королёва находятся областное управление патрульной полиции, региональный сервисный центр ГСЦ МВД в Одесской области, Николаевской и Херсонской областях , Станкостроительный техникум (д.5/2), 20-я поликлиника (ул. Левитана, 62), рынок Южный (43-а), рынок Киевский, ТЦ "Панорама", Киевская райадминистрация (д.9) и пр.

## Транспорт
Общественный транспорт представлен троллейбусами с номерами № 7, № 11, а также маршрутными такси № 7, № 146, № 148, № 149, № 150, № 175, № 232, № 215, № 208, № 280, № 519. Трамвай № 13 пересекает улицу в районе областного управления патрульной полиции.